# Ion Jarcuțchi
Ion Jarcuțchi (n.28 iunie 1948, Bocșa, raionul Fălești - d. 4 august 2000, Chișinău) - a fost un istoric din Republica Moldova, doctor în istorie, secretar științific al Prezidiului Academiei de Științe din Moldova, fost candidat în membru PCUS.

## Biografie
A fost fiul lui Ion Jarcuțchi. A absolvit școala în satul natal. Și-a a făcut serviciul militar în componența trupelor sovietice în Republica Democrată Germană. A fost admis la Universitatea de stat din Chișinău, unde a studiat între anii 1967 - 1972. Ulterior a lucrat în satul natal timp de câțiva ani, iar mai târziu s-a a înscris la doctorat în domeniul istoriei. După susținerea tezei a lucrat în posturi de cercetător științific, trecând toate treptele, la Institutul de istorie al Academiei de Științe din RSSM. A fost căsătorit cu Galina, originară din Kemerovo, Rusia.

## Lucrări
- Редактор книги Анцупова: Развитие промышленности и торговли в левобережных районах молдавского Поднестровья в пореформенный период (1861- 1905), Кишинев, изд. Штиинца, 1985, 166 pp., 1990, 216 pp.
- (In colaborare cu Brighita Covarschi). Academicieni din Basarabia și Transnistria. Chișinău: Ed. CETINI, 1996
- Alte 19 publicații: cărți, articole, rapoarte de activitate ale Academiei de științe a Moldovei, in colaborare cu Demir Dragnev, Vlad Mischevca, Ileana Negru, Manolache, Ion Chirtoaga